# Feltia californiae
Feltia californiae är en fjärilsart som beskrevs av Mcdunnough 1939. Feltia californiae ingår i släktet Feltia och familjen nattflyn. Inga underarter finns listade i Catalogue of Life.